# Enzo Cannavale
Enzo Cannavale, nome d'arte di Vincenzo Cannavale (Castellammare di Stabia, 3 aprile 1928 – Napoli, 18 marzo 2011), è stato un attore italiano.

## Biografia

Enzo Cannavale nel film Le comiche (1990) di Neri Parenti, dove interpreta il prete che sposa la coppia, vittima dei guai combinati da Villaggio e Pozzetto

Nato a Castellammare di Stabia, è il primo di quattro fratelli. Era zio, da parte paterna, dell'attore statunitense Bobby Cannavale. Venne scoperto da Eduardo De Filippo quando era un impiegato delle poste. In realtà, secondo la testimonianza di una sua ex collega, era impiegato all'ospedale militare di Napoli. Esponente del teatro napoletano, attore dalla verve ironica e comica, abile caratterista, ha calcato i palcoscenici assieme ad Eduardo De Filippo e Aldo Giuffré in commedie di successo, come Fortunato...!, Miseria e nobiltà e La festa di Montevergine. Nel 1959 Eduardo De Filippo lo vuole nella trasposizione televisiva Sogno di una notte di mezza sbornia.
Dagli anni sessanta e fino al 2009 ha recitato in decine di film cinematografici, soprattutto di genere, in molti dei quali in coppia con Bombolo e, anche con Tomas Milian nella saga dei film dell'ispettore Nico Giraldi. Raggiunse la fama recitando nella celebre tetralogia di Steno Piedone, con Bud Spencer. Ha lavorato anche in un film del genere poliziesco, in voga negli anni settanta, Napoli si ribella (1977) di Michele Massimo Tarantini, facendo coppia con Luc Merenda. 
Nel 1988 gli venne assegnato il Nastro d'argento al migliore attore non protagonista per l'interpretazione in 32 dicembre di Luciano De Crescenzo; sempre nello stesso anno recitò in Nuovo Cinema Paradiso, il film di Giuseppe Tornatore vincitore del Grand Prix Speciale della Giuria al Festival di Cannes 1989 e dell'Oscar per il miglior film straniero. Nello stesso anno, insieme a Isa Danieli, è in una delle prime sitcom italiane, prodotta da Salvatore Samperi, Casa Capozzi, per la regia di Alberto Massolo. Ottenne una candidatura ai David di Donatello 1991 come miglior attore non protagonista per il film La casa del sorriso.
Morì a Napoli il 18 marzo 2011 per attacco cardiaco. I funerali ebbero luogo il 20 marzo presso la chiesa di San Ferdinando in piazza Trieste e Trento di Napoli. Videro la partecipazione di circa 5000 persone tra colleghi, politici e semplici cittadini. È sepolto presso il cimitero di Poggioreale.

## Docufilm
A dicembre 2023 sono iniziate a Napoli le riprese del docufilm sulla vita di Enzo Cannavale, prodotto dai figli Alessandro e Andrea, Il magnifico dilettante. Vi partecipano numerosi colleghi, come Giuseppe Tornatore, Nino D'Angelo, Peppe Barra, Vincenzo Salemme, Giacomo Rizzo, Luc Merenda e altri.

## Filmografia

### Cinema

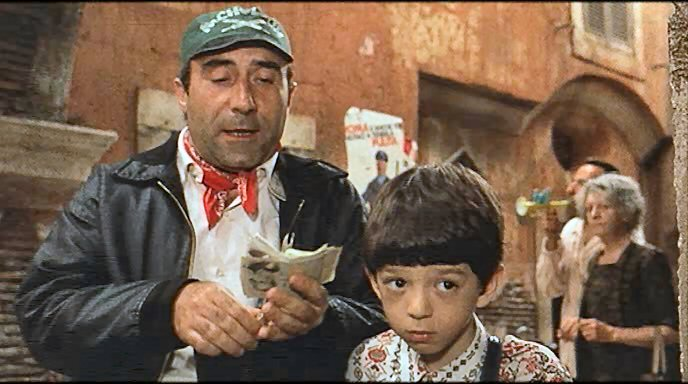
Cannavale e Stefano Colazingari in Trastevere (1971) di Fausto Tozzi

Enzo Cannavale in Piedone l'africano (1978) di Steno

Enzo Cannavale e Nadia Cassini in Tutta da scoprire (1981) di Giuliano Carnimeo

- Yvonne la Nuit, regia di Giuseppe Amato (1949) – non accreditato
- Leoni al sole, regia di Vittorio Caprioli (1961)
- Le quattro giornate di Napoli, regia di Nanni Loy (1962)
- Operazione San Gennaro, regia di Dino Risi (1966)
- Stasera mi butto, regia di Ettore Maria Fizzarotti (1967)
- C'era una volta, regia di Francesco Rosi (1967)
- Operazione ricchezza, regia di Vittorio Musy Glori (1967)
- Chimera, regia di Ettore Maria Fizzarotti (1968)
- Zum Zum Zum - La canzone che mi passa per la testa, regia di Bruno Corbucci e Sergio Corbucci (1968)
- Il suo nome è Donna Rosa, regia di Ettore Maria Fizzarotti (1969)
- Zum Zum Zum nº 2, regia di Bruno Corbucci (1969)
- Mezzanotte d'amore, regia di Ettore Maria Fizzarotti (1970)
- Cose di Cosa Nostra, regia di Steno (1971)
- Per grazia ricevuta, regia di Nino Manfredi (1971)
- Il furto è l'anima del commercio!?..., regia di Bruno Corbucci (1971)
- Roma bene, regia di Carlo Lizzani (1971)
- Trastevere, regia di Fausto Tozzi (1971)
- Bianco, rosso e..., regia di Alberto Lattuada (1972)
- Camorra, regia di Pasquale Squitieri (1972)
- Sgarro alla camorra, regia di Ettore Maria Fizzarotti (1973)
- Piedone lo sbirro, regia di Steno (1973)
- La signora gioca bene a scopa?, regia di Giuliano Carnimeo (1974)
- Il trafficone, regia di Bruno Corbucci (1974)
- Professore venga accompagnato dai suoi genitori, regia di Mino Guerrini (1974)
- Il domestico, regia di Luigi Filippo D'Amico (1974)
- La liceale, regia di Michele Massimo Tarantini (1975)
- L'insegnante, regia di Nando Cicero (1975)
- Piedone a Hong Kong, regia di Steno (1975)
- Vergine, e di nome Maria, regia di Sergio Nasca (1975)
- Attenti al buffone, regia di Alberto Bevilacqua (1975)
- Quel movimento che mi piace tanto, regia di Franco Rossetti (1976)
- La segretaria privata di mio padre, regia di Mariano Laurenti (1976)
- L'affittacamere, regia di Mariano Laurenti (1976)
- Il soldato di ventura, regia di Pasquale Festa Campanile (1976)
- Orazi e Curiazi 3 - 2, regia di Giorgio Mariuzzo (1977)
- Cara sposa, regia di Pasquale Festa Campanile (1977)
- Taxi Girl, regia di Michele Massimo Tarantini (1977)
- Napoli si ribella, regia di Michele Massimo Tarantini (1977)
- L'inquilina del piano di sopra, regia di Ferdinando Baldi (1977)
- Squadra antimafia, regia di Bruno Corbucci (1978)
- Come perdere una moglie... e trovare un'amante, regia di Pasquale Festa Campanile (1978)
- Piedone l'africano, regia di Steno (1978)
- L'anello matrimoniale, regia di Mauro Ivaldi (1978)
- Gegè Bellavita, regia di Pasquale Festa Campanile (1979)
- Liquirizia, regia di Salvatore Samperi (1979)
- Squadra antigangsters, regia di Bruno Corbucci (1979)
- L'imbranato, regia di Pier Francesco Pingitore (1979)
- Agenzia Riccardo Finzi... praticamente detective, regia di Bruno Corbucci (1979)
- John Travolto... da un insolito destino, regia di Neri Parenti (1979)
- Razza selvaggia, regia di Pasquale Squitieri (1979)
- Il casinista, regia di Pier Francesco Pingitore (1980)
- Piedone d'Egitto, regia di Steno (1980)
- Un amore in prima classe, regia di Salvatore Samperi (1980)
- La settimana bianca, regia di Mariano Laurenti (1980)
- Casta e pura, regia di Salvatore Samperi (1981)
- Il marito in vacanza, regia di Maurizio Lucidi (1981)
- Tutta da scoprire, regia di Giuliano Carnimeo (1981)
- La settimana al mare, regia di Mariano Laurenti (1981)
- Una vacanza del cactus, regia di Mariano Laurenti (1981)
- Delitto al ristorante cinese, regia di Bruno Corbucci (1981)
- È forte un casino!, regia di Alessandro Metz (1982)
- Giuramento, regia di Alfonso Brescia (1982)
- Il paramedico, regia di Sergio Nasca (1982)
- Per favore, occupati di Amelia, regia di Flavio Mogherini (1982)
- La sai l'ultima sui matti?, regia di Mariano Laurenti (1982)
- Il sommergibile più pazzo del mondo, regia di Mariano Laurenti (1982)
- Sturmtruppen 2 - Tutti al fronte, regia di Salvatore Samperi (1982)
- L'arbitro e il calciatore, episodio di Il tifoso, l'arbitro e il calciatore, regia di Pier Francesco Pingitore (1982)
- Sfrattato cerca casa equo canone, regia di Pier Francesco Pingitore (1983)
- Un jeans e una maglietta, regia di Mariano Laurenti (1983)
- La discoteca, regia di Mariano Laurenti (1984)
- Il ragazzo di campagna, regia di Castellano e Pipolo (1984)
- Amici miei - Atto IIIº, regia di Nanni Loy (1985)
- Vacanze d'estate, regia di Ninì Grassia (1985)
- Le vie del Signore sono finite, regia di Massimo Troisi (1987)
- Il coraggio di parlare, regia di Leandro Castellani (1987)
- I penultimi fuochi, episodio di 32 dicembre, regia di Luciano De Crescenzo (1988)
- Man spricht deutsch, regia di Hanns Christian Müller (1988)
- Se lo scopre Gargiulo, regia di Elvio Porta (1988)
- Nuovo Cinema Paradiso, regia di Giuseppe Tornatore (1988)
- Le comiche, regia di Neri Parenti (1990)
- La casa del sorriso, regia di Marco Ferreri (1991)
- Condannato a nozze, regia di Giuseppe Piccioni (1993)
- Tengo un americano, episodio di Pacco, doppio pacco e contropaccotto, regia di Nanni Loy (1993)
- Amore a prima vista, regia di Vincenzo Salemme (1999)
- L'uomo della fortuna, regia di Silvia Saraceno (2000)
- Mari del sud, regia di Marcello Cesena (2001)
- Ho visto le stelle!, regia di Vincenzo Salemme (2003)
- La testa a posto, episodio di I mostri oggi, regia di Enrico Oldoini (2009)

### Televisione
- Sogno di una notte di mezza sbornia, regia di Eduardo De Filippo (1959)
- Tre calzoni fortunati, regia di Eduardo De Filippo (1959)
- Ditegli sempre di sì, regia di Eduardo de Filippo (1962) – versione televisiva
- Natale in casa Cupiello, regia di Eduardo De Filippo (1962) – personaggio di Raffaele, versione televisiva de Il Teatro di Eduardo
- Peppino Girella, regia di Eduardo De Filippo – miniserie TV (1963)
- Bene mio e core mio, regia di Eduardo De Filippo – film TV (1964)
- Non ti pago, regia di Eduardo De Filippo – film TV (1964)
- Il sindaco del rione Sanità, regia di Eduardo De Filippo – film TV (1964)
- FBI - Francesco Bertolazzi investigatore, regia di Ugo Tognazzi (e Francesco Massaro) – miniserie TV (1970)
- Le avventure di Pinocchio, regia di Luigi Comencini – miniserie TV (1972)
- Sponsor City – trasmissione TV, Mondadori (Rete 4, 1984)
- Cinecittà Cinecittà, regia di Vittorio De Sisti – miniserie TV (Rai 1, 1985)[7]
- Le volpi della notte, regia di Bruno Corbucci – film TV (1986)
- Casa Capozzi, regia di Alberto Massolo – sitcom, 12 episodi (1988)
- Il vigile urbano – serie TV, episodio 1x10 (1989)
- Sabato, domenica e lunedì, regia di Lina Wertmüller – film TV (1990)
- I vicini di casa – serie TV (1992)
- Un figlio a metà un anno dopo – film TV (1995)
- Occhio di falco – serie TV (1996)
- Pazza famiglia 2 – serie TV (1996)
- Favola, regia di Fabrizio De Angelis – film TV (1996)
- Ladri si nasce, regia di Pier Francesco Pingitore – film TV (1997)
- Anni '50, regia di Carlo Vanzina – miniserie TV (1998)
- L'ispettore Giusti – serie TV (1999)
- Tre stelle, regia di Pier Francesco Pingitore – miniserie TV (1999)
- La squadra – serie TV, episodio 2x18 (2001)
- Non ho l'età, regia di Giulio Base – film TV (2001)
- Francesca e Nunziata, regia di Lina Wertmuller – film TV (2002)
- Non ho l'età 2, regia di Giulio Base – film TV (2002)
- I delitti del cuoco – serie TV, episodio 1x02 (2010)

## Riconoscimenti
- David di Donatello
  - 1991 – Candidatura al miglior attore non protagonista per La casa del sorriso

- Nastro d'argento
  - 1988 – Migliore attore non protagonista per 32 dicembre[8]

## Doppiatori italiani
- Antonio La Raina in Leoni al sole, Cose di Cosa Nostra
- Gigi Reder in Le quattro giornate di Napoli
- Sergio Tedesco in Roma bene
- Fiorenzo Fiorentini in Trastevere